# IC 3816
IC 3816 је галаксија у сазвјежђу Ловачки пси која се налази на листи објеката дубоког неба у Индекс каталогу.
Деклинација објекта је + 37° 13' 51" а ректасцензија 12h 49m 28,4s. Привидна величина (магнитуда) објекта IC 3816 износи 15,1 а фотографска магнитуда 16,1. IC 3816 је још познат и под ознакама MCG 6-28-34, NPM1G +37.0372, PGC 43369.